# 프로세스 계산
프로세스 계산(process calculus), 프로세스 계산법, 프로세스 미적분 또는 프로세스 대수는 컴퓨터 과학에서 병행 시스템을 공식적으로 모델링하기 위한 다양한 관련 접근 방식이다. 프로세스 계산은 독립적인 에이전트 또는 프로세스 모음 간의 상호 작용, 통신 및 동기화에 대한 높은 수준의 설명을 위한 도구를 제공한다. 또한 프로세스 설명을 조작하고 분석할 수 있는 대수학적 법칙을 제공하고 프로세스 간의 동등성에 대한 형식적 추론(예: 이중 시뮬레이션 사용)을 허용한다. 프로세스 계산의 주요 예로는 CSP, CCS, ACP 및 LOTOS가 있다. 계열에 최근 추가된 것에는 π-미적분학, 주변 미적분학, PEPA, 융합 미적분학 및 결합 미적분학이 포함된다.

## 같이 보기
- 커뮤니케이팅 시퀜셜 프로세스